# 2. njemačka nogometna Bundesliga
2. Fußball-Bundesliga je druga njemačka nogometna liga. Nalazi se na drugom stupnju njemačkog nogometa, odmah poslije 1. Bundesliga. Liga je osnovana 1974. godine.

## Povijest
Godine 1974., osnovana je niža njemačka liga, iza 1. Bundeslige. 40 klubova je sudjelovalo u ligama, 2. Bundesliga Nord (sjever) i 2. Bundesliga Süd (jug). 1981. je održana prva samostalna 2. Bundesliga, s 20 klubova. Sezone 1991./92., bivši klubovi iz Istočne Njemačke su se također počeli natjecati. Zbog toga, ponovo je započeta liga s dvije divizije, a svaka je imala po 12 klubova. Sezona 1992./93. je također bila za pamćenje, ponovo je vraćena jedna liga, sada s 24 momčadi. Od sezone 1994./95., broj klubova koji nastupaju u ligi se smanjio, od tada je nastupalo 18 u 2. Bundesligi. Najuspješniji klub je Fortuna Köln, koja je imala 1376 bodova od mogućih 2910.
Tijekom sezone 2004./05., otkriveno je da je nekoliko utakmica 2. Bundeslige bilo namješteno, u čemu je sudjelovao sudac Robert Hoyzer. Utakmica između klubova LR Ahlen i SV Wacker Burghausen u 2. Bundesligi je se morala ponoviti 27. travnja 2005.

## Prvaci

### 2. Bundesliga – sjever
- 1974./75.: Hannover 96
- 1975./76.: Tennis Borussia Berlin
- 1976./77.: FC St. Pauli
- 1977./78.: Arminia Bielefeld
- 1978./79.: Bayer 04 Leverkusen
- 1979./80.: Arminia Bielefeld
- 1980./81.: Werder Bremen

### 2. Bundesliga – jug
- 1974./75.: Karlsruher SC
- 1975./76.: 1. FC Saarbrücken
- 1976./77.: VfB Stuttgart
- 1977./78.: SV Darmstadt 98
- 1978./79.: TSV 1860 München
- 1979./80.: Nürnberg
- 1980./81.: SV Darmstadt 98

### 2. Bundesliga
- 1981./82.: Schalke 04
- 1982./83.: Mannheim
- 1983./84.: Karlsruhe
- 1984./85.: Nürnberg
- 1985./86.: Homburg
- 1986./87.: Hannover 96
- 1987./88.: Stuttgarter Kickers
- 1988./89.: Düsseldorf
- 1989./90.: Hertha BSC
- 1990./91.: Schalke 04

### 2. Bundesliga – sjever
- 1991./92.: Bayer 05 Uerdingen

### 2. Bundesliga – jug
- 1991./92.: 1. FC Saarbrücken

### 2. Bundesliga
- 1992./93.: Freiburg
- 1993./94.: Bochum
- 1994./95.: Rostock
- 1995./96.: Bochum
- 1996./97.: Kaiserslautern
- 1997./98.: Frankfurt
- 1998./99.: Bielefeld
- 1999./00.: 1. FC Köln
- 2000./01.: Nürnberg
- 2001./02.: Hannover
- 2002./03.: Freiburg
- 2003./04.: Nürnberg
- 2004./05.: 1. FC Köln
- 2005./06.: Bochum
- 2006./07.: Karlsruhe
- 2007./08.: Borussia Mönchengladbach
- 2008./09.: Freiburg
- 2009./10.: Kaiserslautern
- 2010./11.: Hertha BSC Berlin
- 2011./12.: Greuther Fürth
- 2012./13.: Hertha BSC Berlin
- 2013./14.: 1. FC Köln
- 2014./15.: Ingolstadt 04
- 2015./16.: Freiburg
- 2016./17.: Stuttgart
- 2017./18.: Fortuna Düsseldorf
- 2018./19.: 1. FC Köln
- 2019./20.: Arminia Bielefeld
- 2020./21.: VfL Bochum
- 2021./22.: Schalke 04
- 2022./23.: 1. FC Heidenheim
- 2023./24.: St. Pauli
- 2024./25.: Köln